# Bupota
Bupota is een geslacht van vlinders van de familie venstervlekjes (Thyrididae).

## Soorten
- B. galbana Whalley, 1971
- B. tranquilla Whalley, 1971